# Keel ja Kirjandus
«Keel ja Kirjandus» («Кеэль я кирьяндус», в пер.: «Язык и литература») — ежемесячный эстонский журнал. Выходит с 1958 в Таллине на эстонском языке.
В журнале печатаются статьи по теории и истории литературы, истории литературных связей, теории художественного перевода; литературно-критические материалы, статьи по вопросам эстонского языка, финно-угроведению и фольклористике.
Тираж около 3500 экз. (1973), менее 600 экземпляров (2015).

## Главные редакторы
- 1958—1983 — Олев Йыги
- 1983—1995 — Аксель Тамм
- 1995 — Ээви Росс
- 1996—2006 — Март Мери
- 2006—2016 — Джоэл Санг
- с 2016-го — Джоанна Росс